# Botho Sigwart
Botho Sigwart, Philipp, August, conde de Eulenburg (Múnich, 10 de enero de 1884 — Jasło, 2 de junio de 1915) fue un compositor alemán.

## Vida

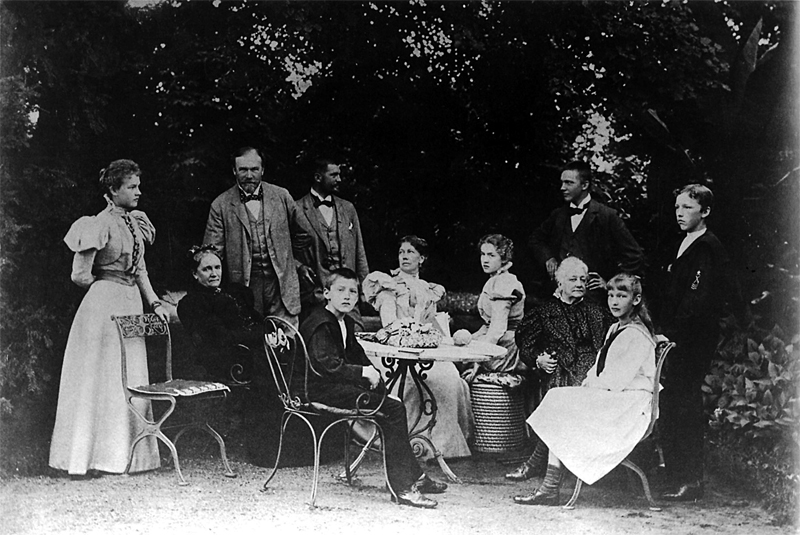
La familia Eulenburg en Liebenberg, 1900. Desde la izquierda, de pie: Adine, el padre Philipp príncipe de Eulenburg, el secretario Kistler, Friedrich-Wendt, Sigwart. Sentados: la abuela Alexandrine, Karl, la madre Augusta, Lycki, la abuela Sandels, Tora.

Botho Sigwart fue el segundo hijo de Philipp, conde de Eulenburg y de su esposa Auguste, nacida condesa de Sandels y vino al mundo el 10 de enero de 1884. La patria chica de la familia era el castillo y la hacienda de Liebenberg, dentro de la comarca de Brandeburgo, a 50km al norte de Berlín. Para la familia tenía especial importancia el arte y la música. El padre, que en 1900 fue elevado por el emperador Guillermo II a la dignidad de príncipe, tuvo también notables dotes artísticas, tocando instrumentos, cantando, componiendo y escribiendo poemas y romances (los famosos Rosenlieder y los Cantos Escandinavos). Fue amigo y confidente del emperador Guillermo II, quien regularmente visitaba Liebenberg.
Sigwart heredó su talento musical, igual que su hermana menor Victoria, familiarmente llamada Tora, que fue pianista. Ya con 7 años compuso canciones de oído y a los 8 años recibió clases de música en Múnich y Viena, dedicándose a la composición y siendo hábil en la improvisación al piano, muchas veces cuando el emperador les visitaba. Éste tenía tanto interés, que encargó al joven de 11 años variaciones sobre la marcha militar Dessauer. Esta composición para orquesta se estrenó en ocasiones posteriores en el Gran Palacio de Música de Viena y en otros lugares, actuando él mismo como director. En 1898 ingresó Sigwart en la escuela de enseñanza media de Bunzlau (Silesia). Con el cantor local Wagner aprendió rápidamente a tocar el órgano. En 1899 cambió al Instituto de Enseñanza Media Luitpold de Múnich y en 1900 volvió a cambiar al Instituto Friedrich Wilhelm de Berlín, donde en 1902 se graduó con 18 años. Las vacaciones las pasó en su mayoría en Liebenberg. En 1901 participó en el Festival de Bayreuth, habiendo sido invitado por Cósima, la viuda de Richard Wagner, un amigo de su familia y donde intervenía algunas veces como sustituto del director.
A partir de 1902 estudió en Múnich historia y filosofía y presentó su tesis doctoral en filosofía con un trabajo sobre Erasmus Widmann. Al mismo tiempo estudió música con el profesor Thuille y el maestro Zumpe. Estos estudios los terminó en 1909 con Max Reger en Leipzig. Después de este periodo surgieron una serie de composiciones, cuyas partituras pueden adquirirse hoy en día.
Un extenso viaje de estudios a Grecia despertó en él el amor al arte griego antiguo. En especial, estuvo tan entusiasmado con la música griega que compuso una ópera a partir de Las Canciones de Eurípides de Ernst von Wildenbruch. Esta ópera se estrenó con retraso debido al comienzo de la Primera Guerra Mundial, el 19 de diciembre de 1915, o sea, cinco meses después de su muerte, teniendo lugar con gran éxito en el Hoftheater de Stuttgart.
En 1909 se casó con la conocida cantante de concierto Helene Staegemann, hija del consejero Staegemann. De este matrimonio feliz nació en 1914 su hijo Friedel, que murió en 1936 en unas maniobras militares.
Sus estudios de órgano los terminó en 1911 en Estrasburgo con Albert Schweitzer, a quien dedicó su gran concierto de órgano. Al amplio círculo de amigos del joven artista también pertenecían, entre otros, Wilhelm Furtwängler y el profesor Arthur Nikisch. Aparte de su variada vida social, el joven artista además se dedicó intensamente al estudio de los grandes filósofos y diferentes religiones mundiales.
Gracias al trato de la familia con el Dr. Rudolf Steiner, que en ocasiones se hospedaba en Liebenberg, Sigwart llegó a conocer la antroposofía, que desde entonces se convirtió en el centro de su vida. Además del estudio de las obras fundamentales de Steiner, en cada ocasión que pudo aprovechó la asistencia a sus conferencias. Este interés lo compartía con sus hermanos Lycki, Tora y Karl así como con su cuñada Marie. Con esto se sentaron las bases para la comunicación que Sigwart consiguió establecer con su familia después de traspasar el umbral de la muerte.
Al estallar la Primera Guerra Mundial, Sigwart tenía 30 años y en septiembre del mismo año se enroló como voluntario en el servicio militar. Después de su nombramiento como teniente, su batallón fue trasladado a Galizia en abril de 1915, donde fue herido el 9 de mayo. El 2 de junio de 1915 sucumbió a las secuelas de sus heridas en el hospital militar de Jasło. Contrariamente a todas las costumbres, amigos y familiares lograron que su cuerpo fuera trasladado a Liebenberg, donde fue sepultado, en el lugar que él indicara, bajo el gran roble del parque.

## Obra

### Obras musicales
- 3 poemas sinfónicos para mezzosoprano y piano, Opus 1.
- Lass rauschen, canción para voz con acompañamiento de piano, Opus 4.
- 3 canciones para voz de bajo y piano, Opus 5.
- 4 canciones para voz aguda y piano, Opus 7.
- 4 canciones para soprano y piano, Opus 9.
- Sonata para violín en Mi Mayor, Opus 6.
- Cuarteto de cuerda en Si menor, Opus 13 (Dedicado a Albert Schweitzer).
- Sinfonía para órgano y orquesta en Do menor, Opus 12.
- Sonata para piano en La Mayor, Opus 14 ("Sonata de Navidad").
- "Hektors Abschied" (funeral de Héctor), Opus 15. Melodrama.
- Sonata para viola d'amore y piano, Opus 16.
- 4 canciones para voz sola y piano, Opus 17. Texto de Karl Woermann.
- Oda de Safo para recitación y piano, Opus 18. Melodrama completado en la campaña de Rusia.
- Sonata para piano en Re Mayor, Opus 19.
- Las canciones de Eurípides, Opus 20. Ópera estrenada en 1915 en la Ópera Estatal de Stuttgart.

### Obras escritas póstumas
- El puente sobre el río. Sigwart: Comunicaciones de la vida después de la muerte Traducción del original alemán (Brücke über den Strom) de Javier Strobl y María Teresa Pardo. Colección Después de la muerte, rústica, 373 páginas. Sant Cugat del Vallès: Editorial Pau de Damasc, enero de 2013. ISBN 978-84-939208-0-7